# Zach Nichols
Predložak:Infookvir lik u seriji Zakon i red
Zach Nichols je fiktivni lik iz serije Zakon i red: Zločinačke nakane kojeg tumači Jeff Goldblum. Nichols je zamijenio detektiva Mikea Logana u 8. sezoni na mjestu detektiva Odjela za teške zločine.

## Profil
Nakon 11. rujna 2001. Nichols se povukao iz policije kako bi pronašao smisao života. No, prema njemu samom, efikasni policajac nikada ne izbiva s dužnosti predugo. Danas, njegova Sokratska metoda pri obradi slučajeva ostavlja njegovu partnericu Megan Wheeler i šefa Dannyja Rossa u magli po pitanju njegovog rada i zaključivanja.
Njegovi roditelji su psihijatri, no sam Nichols se kloni njihovog zanimanja. Iako je činjenica da je postao policajac označavala određen bunt prema svojim roditeljima, njegov otac mu je u mnogim slučajevima pomogao kao stručni svjedok. 
Nichols jako dobro svira klavir, no to smatra hobijem. Također ima običaj da dovršava rečenice svojih kolega, što vidimo u primjerima njegovog šefa i partnerice.[L&O: CI - S08E06] Zanimljivo je kako je sam rekao da je film Doručak kod Tiffanyja gledao više od 100 puta.[L&O: CI - S08E08]
Nichols nije razgovarao sa svojim ocem, dr. W.P. Nicholsom iako obojica žive u New Yorku već desetljećima. Otac mu živi u ulici West 64th. Pobunio se protiv svog oca, koji inače predaje na Columbiji, tako što je napustio medicinski fakultet kako bi postao policajac.[L&O: CI - S08E04]
Može ga se vidjeti kako posjećuje školu pod imenom "Emerson Academy", gdje se obrazovao u mladosti. Nakon što Megan zaključi da Nichols "luta besciljno", on odlazi tamo svirati klavir.[L&O: CI - S08E10]